# Labeo erythropterus
Labeo erythropterus är en fiskart som beskrevs av Achille Valenciennes 1842. Labeo erythropterus ingår i släktet Labeo och familjen karpfiskar. Inga underarter finns listade i Catalogue of Life.